# Jillian F. Banfield

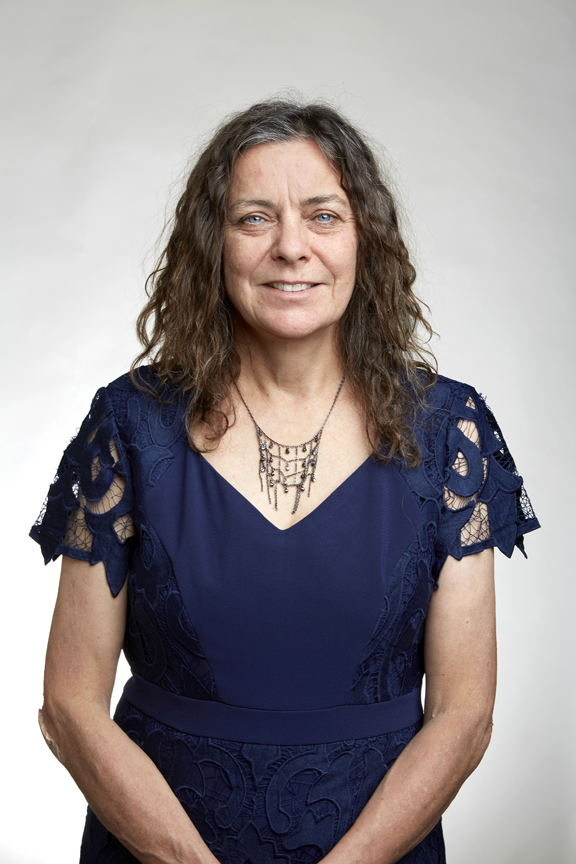
Jillian F. Banfield, 2018

Jillian Fiona „Jill“ Banfield (* 18. August 1959 in Armidale, New South Wales) ist eine australisch-amerikanische Mikrobiologin und Geologin (Geomikrobiologie, Umweltmikrobiologie) an der University of California, Berkeley.

## Leben und Wirken
Banfield studierte an der Australian National University Geologie (1981 Bachelor, 1995 Master bei Richard A. Eggleton). Sie erwarb 1990 bei David R. Veblen an der Johns Hopkins University sowohl erneut einen Master als auch einen Ph.D. in Geowissenschaften. Banfield arbeitete 1982/83 für die Western Mining Corporation. 
1990 erhielt sie eine erste Professur (Assistant Professor) an der University of Wisconsin–Madison, 1995 wurde sie Associate Professor, 1999 erhielt sie eine ordentliche Professur. Eine Gastprofessur führte sie mehrfach an die Universität Tokio. 2001 wechselte sie an das Department of Earth and Planetary Science der University of California, Berkeley. Sie hat zusätzlich Professuren am Lawrence Berkeley National Laboratory und an der University of Melbourne inne.
Banfield gilt als Pionierin der Geobiologie. Sie konnte wesentlich zum Verständnis der Mikroorganismen unterhalb der Erdoberfläche (siehe Anstehendes) beitragen. Sie beschäftigt sich damit, wie Mikroorganismen ihre Umwelt formen und wie die Umwelt Einfluss auf die Mikroorganismen hat. Sie verwendet Methoden der Genomik, der Metagenomik und der Proteomik von Gemeinschaften. Sie arbeitet zum Einfluss von Mikroben auf Lösung und Fällung von Mineralien, zum Einfluss auf Struktur, Eigenschaften und Reaktivität von Nanopartikeln  sowie zur Ökologie und zur Evolution von Mikroorganismen. Weitere Arbeitsfelder sind die Verwitterung von Gestein und die Extremophilie von Mikroorganismen.
Banfield hat laut Datenbank Scopus einen h-Index von 136, laut Google Scholar einen von 161 (jeweils Stand August 2025).
Banfield ist mit Perry Smith verheiratet. Das Paar hat drei Kinder.

## Auszeichnungen (Auswahl)
- 1999: MacArthur Fellowship[3]
- 2000: Guggenheim-Stipendium[4]
- 2006: Mitglied der National Academy of Sciences[5]
- 2010: Dana Medal der Mineralogical Society of America[6]
- 2011: UNESCO-L’Oréal-Preis[7]
- 2011: Benjamin Franklin Medal des Franklin Institute[8]
- 2013: Ehrendoktorat der ETH Zürich
- 2015: Ehrendoktorat der Ben-Gurion-Universität im Negev
- 2015: Korrespondierendes Mitglied der Australian Academy of Science[9]
- 2017: V. M. Goldschmidt Award der Geochemical Society[10]
- 2018: Mitglied der Royal Society[11]
- 2020: Urey Award der European Association of Geochemistry[12]
- 2023: Leeuwenhoek-Medaille[13]